# Patrik Raitanen
Patrik Matias Raitanen (Ulvila, 13 juni 2001) is een Fins voetballer die als verdediger in de jeugd van SPAL speelt.

## Carrière
Patrik Raitanen speelde in de jeugd van FC Jazz Pori, waar hij in het seizoen 2016 als vijftienjarige drie wedstrijden op de bank zat in de Ykkönen, het tweede niveau van Finland. In het jaar erna debuteerde hij voor FC Jazz, in de met 5-1 verloren bekerwedstrijd tegen VPS Vaasa op 28 januari 2017. Zijn tweede en laatste wedstrijd voor Jazz was ook een bekerwedstrijd, deze werd met 6-1 verloren van FF Jaro. In de zomer van 2017 vertrok Raitanen naar het Engelse Liverpool FC, waar hij tot 2019 in de jeugdopleiding speelde. In 2019 vertrok hij transfervrij naar Fortuna Sittard. Hier debuteerde hij op 28 september 2019 in de Eredivisie, in de met 0-0 gelijkgespeelde thuiswedstrijd tegen Sparta Rotterdam. Hij kwam in de 82e minuut in het veld voor Cian Harries. Hij speelde twee wedstrijden voor Fortuna, waarna hij naar het Italiaanse SPAL vertrok.

### Statistieken
| Seizoen                       | Club            | Land           | Competitie     | Competitie | Competitie | Beker | Beker | Totaal | Totaal |
| Seizoen                       | Club            | Land           | Competitie     | Wed.       | Dlp.       | Wed.  | Dlp.  | Wed.   | Dlp.   |
| ----------------------------- | --------------- | -------------- | -------------- | ---------- | ---------- | ----- | ----- | ------ | ------ |
| 2016                          | FC Jazz Pori    | Finland        | Ykkönen        | 0          | 0          | 0     | 0     | 0      | 0      |
| 2017                          | FC Jazz Pori    | Finland        | Kakkonen       | 0          | 0          | 2     | 0     | 2      | 0      |
| 2019/20                       | Fortuna Sittard | Nederland      | Eredivisie     | 2          | 0          | 0     | 0     | 2      | 0      |
| Carrièretotaal                | Carrièretotaal  | Carrièretotaal | Carrièretotaal | 2          | 0          | 2     | 0     | 4      | 0      |
| Bijgewerkt op 2 december 2020 |                 |                |                |            |            |       |       |        |        |